# Şah Abbas vә Xurşid Banu
Shah Abbas và Khurshid Banu (tiếng Azerbaijani: Şah Abbas vә Xurşid Banu operası) là bản opera mugham thứ tư của nhà soạn kịch Azerbaijan Uzeyir Hajibeyov gồm bốn hồi và sáu lớp. Vở opera được viết dựa trên các mô-típ trong trong truyền thuyết dân gian Azerbaijan.

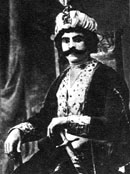
Huseyngulu Sarabski trong vai Shah Abbas

## Lịch sử
Buổi công diễn lần đầu của vở opera được tổ chức vào ngày 10 tháng 3 năm 1912 tại rạp xiếc của anh em Nikitin ở Baku. Huseyn Arablinski đảm nhiệm vai trò đạo diễn và Muslim Magomayev là nhạc trưởng của vở kịch. Huseyngulu Sarabski (Shah Abbas), Ahmed Agdamski (Khurshid Banu) và M.H.Teregulov (Mestaver) thủ các vai chính của vở kịch. Vở kịch đựoc công diễn nhiều lần tại Nhà hát Opera và Ba lê cho đến những năm 1930.